# Dorothy Pitman Hughes
Pour les articles homonymes, voir Pitman et Hughes.
Dorothy Pitman Hughes, née le 2 octobre 1938 à Lumpkin en Géorgie et morte le 1er décembre 2022 à Tampa, est une avocate chargée de la protection de l'enfance, militante féministe et activiste afro-américaine. Elle est la cofondatrice de Ms. Magazine avec Gloria Steinem en 1971.

## Biographie
Dorothy Pitman Hughes grandit à Lumpkin, en Géorgie. Elle a dix ans lorsque son père, battu à mort, décède sur le perron de la maison familiale. La famille pense alors à un crime commis par les membres du Ku Klux Klan. Enfant, en réaction à ses événements, elle décide de consacrer sa vie à améliorer le quotidien des personnes afro-américaines par le biais de l'activisme. Oprah Winfrey a qualifié la militante d'une des « Great Moms » de l'Amérique.
Dorothy Pitman Hughes a principalement concentré son action dans la communauté Northside de Jacksonville, en Floride. Elle y cultive de la nourriture dans les quartiers pour lutter contre la pauvreté. Elle est également propriétaire de la librairie Gateway Bookstore.
Elle est la tante de l'actrice Gabourey Sidibe.

## Carrière professionnelle et activisme

### Les années 1960 et l'arrivée à New York
En 1957, elle emménage à New York, où elle travaille dans le divertissement en tant que chanteuse. Dans les années 1960, elle possède trois centres de garde d'enfants et commence son engagement militant en réunissant l'argent des cautions pour les manifestants des droits civiques. Elle rencontre Gloria Steinem à New York dans le cadre de leur travail mutuel en matière de protection des femmes et des enfants. En 1971, elles fondent le magazine Ms., afin de sensibiliser les femmes et l'opinion publique aux questions du genre, de la lutte des classes et de la notion de race, travail qu'elles mènent tout au long des années 1970. Leurs échanges permettent également de défier la notion de féminisme, alors associé à un mouvement de femmes blanches issues de la classe moyenne.
Cette unité a été immortalisée par le photographe Dan Wynn pour le magazine Esquire en octobre 1971. Sur un cliché en noir et blanc, les deux femmes témoignent de leur solidarité féministe en partageant la même jupe et en levant les poings, à la manière des membres du mouvement Black Power. À l'époque, Dorothy Pitman Hughes évoque la nature peu probable de leur amitié, en admettant la terreur qu'elle ressentait en public lors de ses rencontres avec cette femme blanche dans sa ville natale de Géorgie. En 2008, les deux militantes, invitées pour une rencontre au Eckerd College de St. Petersburg en Floride, ont réitéré leur pose mythique, les poings levés.
Dorothy Pitman Hughes est à l'origine du premier refuge pour femmes victimes de violences conjugales à New York, ainsi que de l'Agence de développement pour l'enfance, devenue un organe gouvernemental sous le nom de New York City Administration for Children's Services. Elle cofonde avec Gloria Steinem l'Alliance pour l'action féministe en 1971, un centre d'information national pionnier qui s'est spécialisé dans l'éducation non-sexuée et multidisciplinaire des enfants.
Dorothy Pitman Hughes a été conférencière à l'université Columbia, elle a également donné un cours intitulé « The Dynamics of Change » au Collège New Rochelle de New York et d'autres conférences au City College de Manhattan. En 1992, elle fonde la Société de préservation historique de Charles Junction à Jacksonville, en utilisant l'ancienne propriété Junction pour lutter contre la pauvreté grâce au jardinage communautaire et à la production alimentaire.

### Activisme politique et publications
Elle devient la première femme afro-américaine à posséder une entreprise d'approvisionnement en bureautique à Harlem de 1997 à 2007. Harlem Office Supply, Inc devient membre de l'Association des papeteries de New York (SANY). Dorothy Pitman Hughes consigne son expérience dans l'ouvrage autobiographique Wake Up and Smell the Dollars! Whose Inner-City Is This Anyway ! : One Woman's Struggle Against Sexism, Classism, Racism, Gentrification, and the Empowerment Zone en 2000. Militante, elle préconise la propriété des petites entreprises à d'autres afro-américains comme une forme d'autonomisation.
Elle est membre de plusieurs organisations qui soutiennent le développement économique et social des villes intérieures et des communautés rurales aux États-Unis, telles le Caucus National Black Woman, Black Women Enterprise (BWE), The Harlem Business Alliance, DPH Entreprenueur Marketing Netowrk ou la Women Initiating Self Empowerment (WISE).
En 1994, elle s'implique dans la zone d'autonomisation du Haut-Manhattan (UMEZ), un programme fédéral institué par l'administration Clinton. Le projet repose sur une attribution de 300 millions de dollars voués au développement économique de Harlem. Dorothy Pitman Hughes fait partie de l'équipe de recherche à l'origine du Business Resource and Investment Service Centre (BRISC), axé sur le développement de petites entreprises locales. Cependant, elle devient l'une des principales critiques du projet, lorsque de grandes entreprises comme Old Navy et Disney s'installent dans le quartier, rivalisant de concurrence avec les petites entreprises locales.
Dans son ouvrage I'm Just Saying... It Looks Like Ethnic Cleansing (The Gentrification of Harlem), elle fournit des conseils aux propriétaires d'entreprises afro-américaines qui pourraient vouloir utiliser des programmes gouvernementaux similaires tels que la loi JOBS, signée par le président américain Barack Obama en 2012.
Dorothy Pitman Hughes poursuit ses conférences intervenant sur le thème de l'activisme politique, des emplois et de l'évolution de la place des femmes dans la société américaine.

## Ouvrages
- Wake Up and Smell the Dollars! Whose Inner-City Is This Anyway ! : One Woman's Struggle Against Sexism, Classism, Racism, Gentrification, and the Empowerment Zone, Dorothy Pitman Hughes, 242p, Amber Communications Group, Inc., 2000,  (ISBN 0965506479)
- I'm Just Saying... It Looks Like Ethnic Cleansing (The Gentrification of Harlem), Dorothy Pitman Hughes, 154p, Dph Book Publishing, Dorothy Pitman Hughes, 2012,  (ISBN 0985364106)

## Dans la fiction
Dans The Glorias (2020), biopic sur Gloria Steinem, son rôle est interprété par Janelle Monáe.